# Istoria FC Rapid București

## Sinteză
Istoria FC Rapid București constă în perioada dintre înființarea Rapid București și până în prezent. Rapid este un club de fotbal românesc cu sediul în București.
Rapid a fost fondată pe 25 iunie 1923 de către angajații atelierelor CFR Grivița. Pe plan intern, Rapid București este unul dintre cele mai de succes cluburi din România, câștigând trei titluri naționale, 13 Cupe ale României și patru Supercupe ale României.
Totodată, Rapid face parte dintr-o triadă de echipe bucureștene rivale, alături de Steaua București și FC Dinamo București.
La nivel internațional, cele mai mari realizări ale echipei sunt jucarea sferturilor de finală ale Cupei Cupelor din 1972–73 și ale Cupei UEFA din 2005–06, precum și finala Cupei Mitropa din 1940, aceasta din urmă nefiind disputată din cauza celui de-al Doilea Război Mondial. Recent, clubul a fost declarat falimentar în 2016, dar a fost refondat în câțiva ani și a reușit să revină în prima ligă în 2021.